# Dicke Titten
Dicke Titten è un singolo del gruppo musicale tedesco Rammstein, pubblicato il 27 maggio 2022 come terzo estratto dall'ottavo album in studio Zeit.

## Video musicale
Il video è stato girato a Ellmau sotto la regia di Joern Heitmann ed è stato reso disponibile il 25 maggio 2022 attraverso il canale YouTube del gruppo. Di carattere ironico, il video alterna scene del frontman Till Lindemann cantare vicino a donne caratterizzate da un seno prosperoso (come sottolineato nel titolo del brano) con altre in cui i restanti componenti eseguono il brano.

## Tracce
1. Dicke Titten – 3:38
2. Dicke Titten (LaBrassBanda Version) – 3:15

## Formazione
Gruppo
- Christoph Doom Schneider – batteria
- Oliver Riedel – basso
- Doktor Christian Lorenz – tastiera
- Paul Landers – chitarra
- Richard Z. Kruspe – chitarra
- Till Lindemann – voce

Altri musicisti
- Sven Helbig – arrangiamento strumenti ad arco
- Constantin Krieg – sintetizzatore e corno aggiuntivi
- The Sächsische Staatskapelle Dresden – strumenti ad arco

Produzione
- Olsen Involtini – produzione, registrazione, missaggio
- Rammstein – produzione
- Florian Ammon – montaggio Pro Tools e Logic, ingegneria del suono, produzione aggiuntiva
- Daniel Cayotte – assistenza tecnica
- Sky Van Hoff – registrazione, montaggio e produzione aggiuntiva parti di chitarra
- Jens Dressen – mastering

## Classifiche
| Classifica (2022-23) | Posizione massima |
| -------------------- | ----------------- |
| Austria              | 9                 |
| Germania             | 12                |
| Lituania             | 68                |
| Svezia               | 65                |
| Svizzera             | 27                |